# 尾原ダム
尾原ダム（おばらダム）は、島根県雲南市、一級河川・斐伊川本流上流部に設置のダムである。
国土交通省中国地方整備局が施工主体である国土交通省直轄ダムで、高さ90メートルの重力式コンクリートダム。2012年（平成24年）に完成。1972年（昭和47年）の昭和47年7月豪雨（宍道湖大水害）を機に、宍道湖・中海を含む斐伊川水系および隣接する神戸川の治水と、県都・松江市への上水道供給を目的とした斐伊川・神戸川総合開発事業の中心事業として志津見ダム（神戸川）と共に建設が進められている特定多目的ダムである。ダムによって形成される人造湖は地元公募によってサクラと日本神話の一つで斐伊川流域に深く関わる八岐大蛇（やまたのおろち）に因みさくらおろち湖と命名されている。

## 地理
斐伊川は島根県東部、旧出雲国地域を主な流域に持つ流路延長約153キロメートル、流域面積約2,540平方キロメートルの一級河川であり、県西部の江の川に次ぐ大河である。中国山地を水源とし西から北へ流路を取り、簸川（ひかわ）平野に入ると東へ急カーブを描くように流れ宍道湖に注ぎ、松江市街で大橋川と名を変え市街地を貫流。さらに中海を形成して境水道より日本海へと注ぐ。河川法における斐伊川は源流から宍道湖・大橋川・中海・境水道の河口までを含んでいる。古くより沿岸地域の農業用水として利用されているが、八岐大蛇伝説に見られるように古くから洪水を引き起こす「暴れ川」としても知られ、流域住民はその対策に悩まされていた。
なお、斐伊川流域に隣接する神戸川水系は、本来は独立した二級河川であったが後述の理由によって斐伊川と一体となった河川改修が必要とされ、2006年（平成18年）8月1日より斐伊川水系に併合され、一級河川に昇格している。

## 沿革

### 「暴れ川」斐伊川

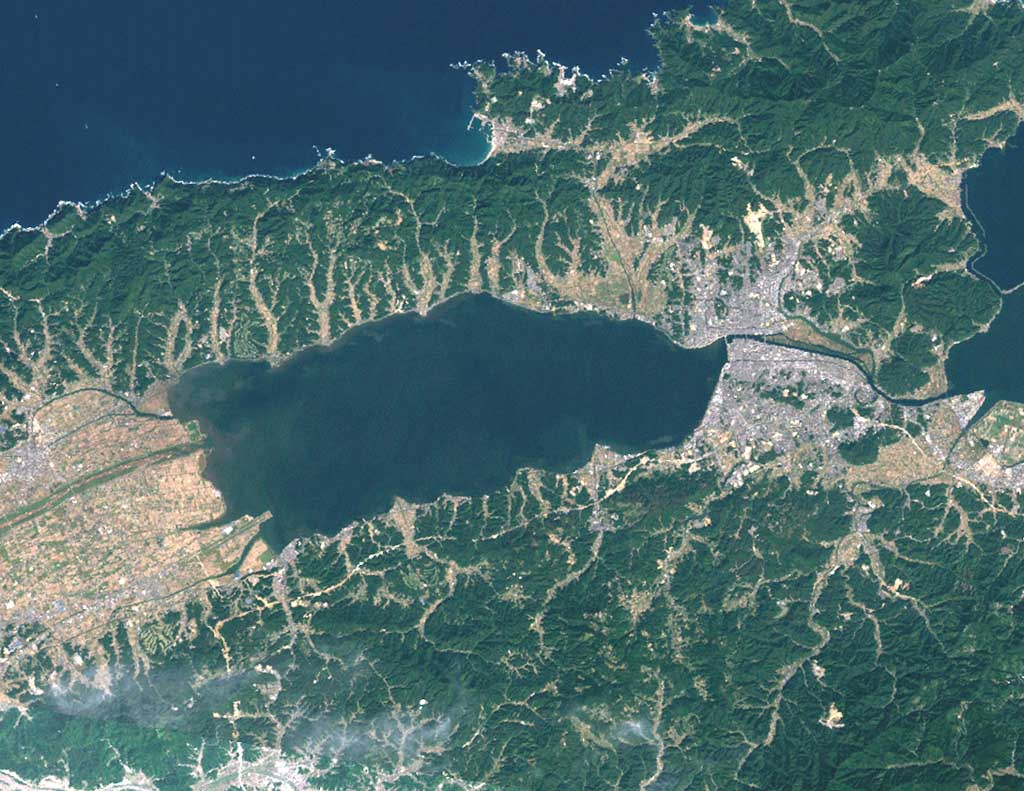
宍道湖空撮。左中央より斐伊川が流入。洪水時には右側の松江市街地を中心に浸水被害を受ける。

斐伊川における水害の被害は江戸時代より大きくなっていた。その理由としては一つには河川流路の変化、もう一つにはたたら製鉄の影響がある。元来斐伊川は大社湾付近で神戸川と合流し日本海に注いでおり、宍道湖や中海とは通じていなかった。しかし江戸時代度重なる洪水で流路が変わり宍道湖に注ぐ現在の形態となった。この宍道湖より流出する唯一の河川が大橋川であるが、川幅は狭く斐伊川の水量を速やかに排出するだけの能力はなく、大雨が降れば大橋川付近で水がせき止められ宍道湖にあふれ出し、沿岸の松江市は浸水被害を蒙るようになった。これに加え斐伊川上流は砂鉄の産地であり古来より鉄穴（かんな）流しと呼ばれる流水で砂と鉄を分離する手法による製鉄が盛んに行われ、松江藩においても奨励された。しかしこの手法により大量の不要な土砂が斐伊川に流されたことで中流・下流に土砂が堆積、次第に平地より川底が高くなって天井川となった。従って大雨や台風で斐伊川が増水すると中流では天井川の影響で容易に堤防より水があふれ、下流では大橋川のバックウォーター現象で宍道湖が増水し被害を受けるという複合的な問題を抱えるようになった。
このため松江藩政時代より大橋川の改修や堤防の整備などが実施され、1922年（大正11年）には内務省による直轄改修も行われたが根本的な解決策にはならず、戦後に入っても1945年（昭和20年）の枕崎台風や1954年（昭和29年）、1964年（昭和39年）、1965年（昭和40年）の梅雨前線豪雨により度重なる被害を受けた。1966年（昭和41年）に斐伊川は江の川、高梁川、旭川、吉井川、千代川、佐波川と共に河川法に基づく一級河川の指定を受け、建設省（国土交通省）による直轄改修が着手されようとしていたが、その矢先1972年7月、中国地方全域を襲った昭和47年7月豪雨により過去最悪の被害を斐伊川流域は受けた。松江市街地が宍道湖の増水で約1週間浸水したのを始め斐伊川流域は浸水家屋2万8,219戸、被災農地1万31ヘクタールにも及ぶ広範囲の水害となった。事態を重視した建設省は斐伊川水系の総合的な治水対策を行うべく1976年（昭和51年）に斐伊川水系工事実施基本計画を策定するが、この中で多目的ダムを用いた河川総合開発事業を採用する。

### 斐伊川総合開発

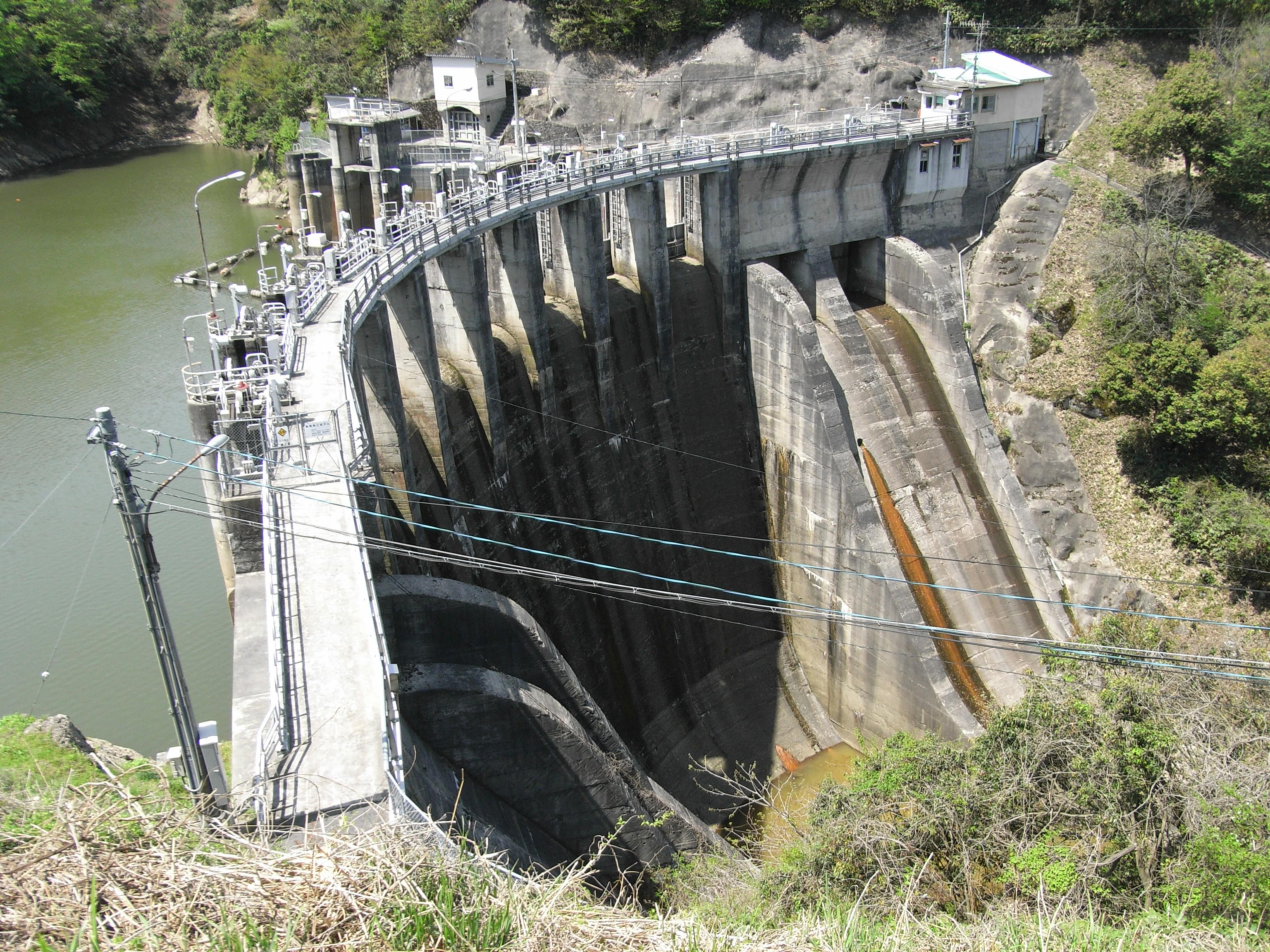
斐伊川本流最上流部の三成ダム。建設省の砂防事業により建設された。

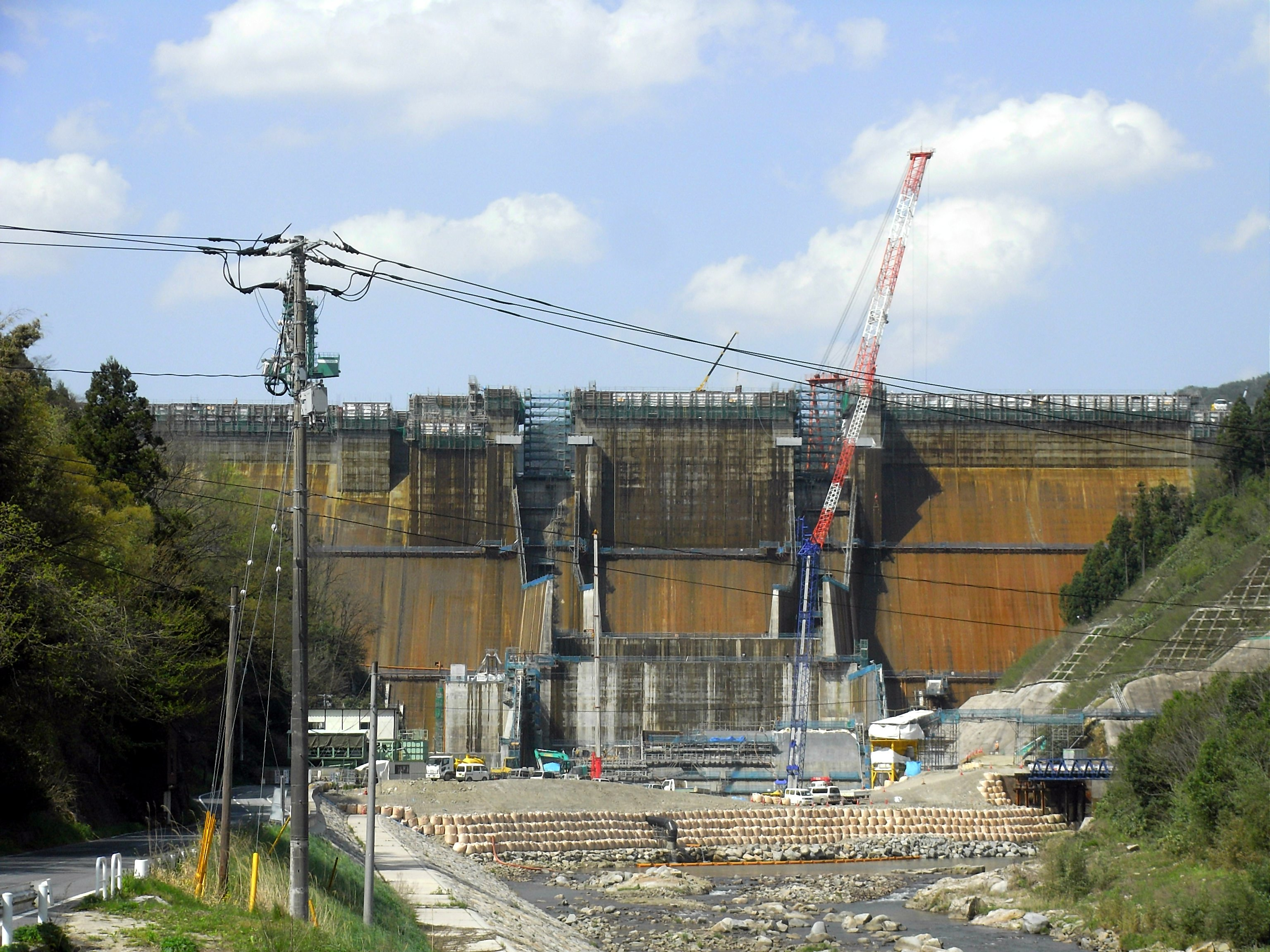
建設中の尾原ダム（2010年）

斐伊川では1950年（昭和25年）より国土総合開発法に基づく大山出雲特定地域総合開発計画の一環として本流最上流部に三成ダムが建設省中国四国地方建設局により着手され、島根県営の水力発電事業と共同で1953年（昭和28年）に完成。その後日本各地で河川総合開発が盛んになる1950年代後半には斐伊川水系でも多目的ダム構想が持ち上がった。斐伊川本流に二箇所、支流の三刀屋（みとや）川に一箇所のダム（掛合ダム計画）を建設して治水と灌漑、水力発電に供するという構想であった。この計画において尾原ダム計画が登場、直下流に計画された川手ダム計画と共に斐伊川の治水を図るつもりであったが、構想は立ち消えとなった。しかし1972年豪雨を受けて再度尾原ダム計画が持ち上がり1976年に事業が発表された。
斐伊川水系では上流に尾原ダム、中流部に斐伊川放水路を建設し下流部は大橋川の川幅拡張と堤防建設による宍道湖の流水疎通能力強化を治水計画の主眼としており、斐伊川放水路によって隣接する神戸川に斐伊川の河水を放流することから神戸川の治水計画も合わせて必要となり、神戸川上流部に二級河川では沖縄県以外としては初となる特定多目的ダム建設が計画された。これが志津見ダムであり、斐伊川・神戸川両水系は一体となった治水計画が定められた。一方で斐伊川は渇水になると極端に流量が減少し稲作にも大きな支障を来たしていた。特に1972年7月豪雨の翌年（1973年）は大規模な旱魃となり、松江市で1日2時間給水、134日間の給水制限を受けたほか農地にも被害を生じた。その上松江市の人口は増加しており、既存の水源である布部ダム（飯梨川）などでは不足が生じていた。このため上水道の供給や既設農業用水路への安定した水補給が欠かせなくなり、治水を目的に計画された尾原ダムにその期待が持たれた。
こうした理由より尾原ダムは志津見ダムと共に島根県東部の治水・利水の要として計画された。

## 補償

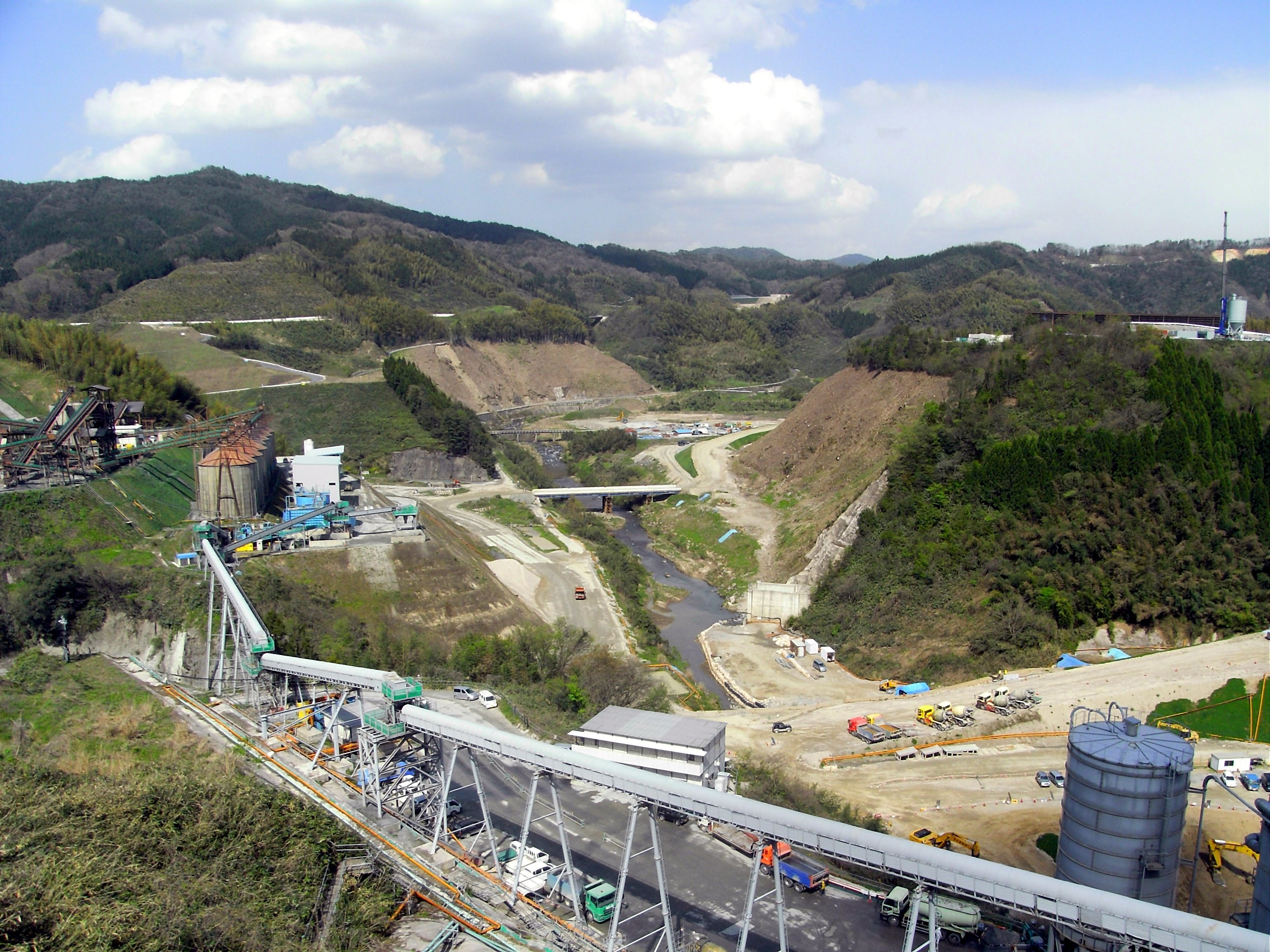
尾原ダムの水没予定地。かつてこの一帯に66戸の住民が生活を営んでいた。

尾原ダムは大原郡木次町（現・雲南市）に建設されるが、ダムによって木次町と仁多郡仁多町（現・奥出雲町）の66戸が水没対象、付替え道路敷設などによる移転を含めると111戸が移転対象となる。ダム計画が持ち上がると同時に建設省は1976年12月両町にダム建設に必要な地形・地質・水文などを調査する「予備調査」の申し入れを行うが地元はダム建設に猛烈に反対し、1978年（昭和53年）に予備調査の同意を両町から承諾されるまで約2年を費やした。しかし地元の反対運動は止むことがなく、実際に現地における予備調査が行えるようになったのは1986年（昭和61年）に木次・仁多両町と住民団体との間で現地調査立ち入り承諾書の締結が成されてからであり、ここまで10年が経過した。翌1987年（昭和62年）には正式に事業採択が行われ、以後は水没住民との補償交渉、および漁業権を保有する斐伊川漁業協同組合との漁業権補償交渉が行われたが、水没住民との補償交渉が妥結したのは1995年（平成7年）、斐伊川漁協との補償交渉が妥結したのは2001年（平成13年）のことであり、予備調査開始から補償交渉の全妥結まで実に四半世紀を費やした。この間1993年（平成5年）には水源地域対策特別措置法の指定ダムとなり補償および生活再建への諸政策が立案され、1996年（平成8年）には仁多町・木次町の周辺整備計画が成立する。
予備調査着手から完成まで35年を費やした日本の長期化ダム事業の一つである。しかし現在は「地域に開かれたダム」として国と島根県、および雲南市が一体となった周辺整備計画が進められており（後述）、将来的には奥出雲地方のレジャーに活用する方向である。ところが2009年（平成21年）に誕生した民主党の鳩山由紀夫内閣の国土交通大臣・前原誠司は計画・建設中のダム事業全てを凍結する方針を打ち出し、本体工事が終盤を迎えつつあった尾原・志津見両ダムも凍結対象とした。これには地元島根県や雲南市当局、移転住民も当惑したが、日本各地の対象ダム所在自治体首長からの強い反発もあり、12月には本体工事が進行しているダム事業は凍結対象から外され尾原ダムは建設が続行された。

## 目的

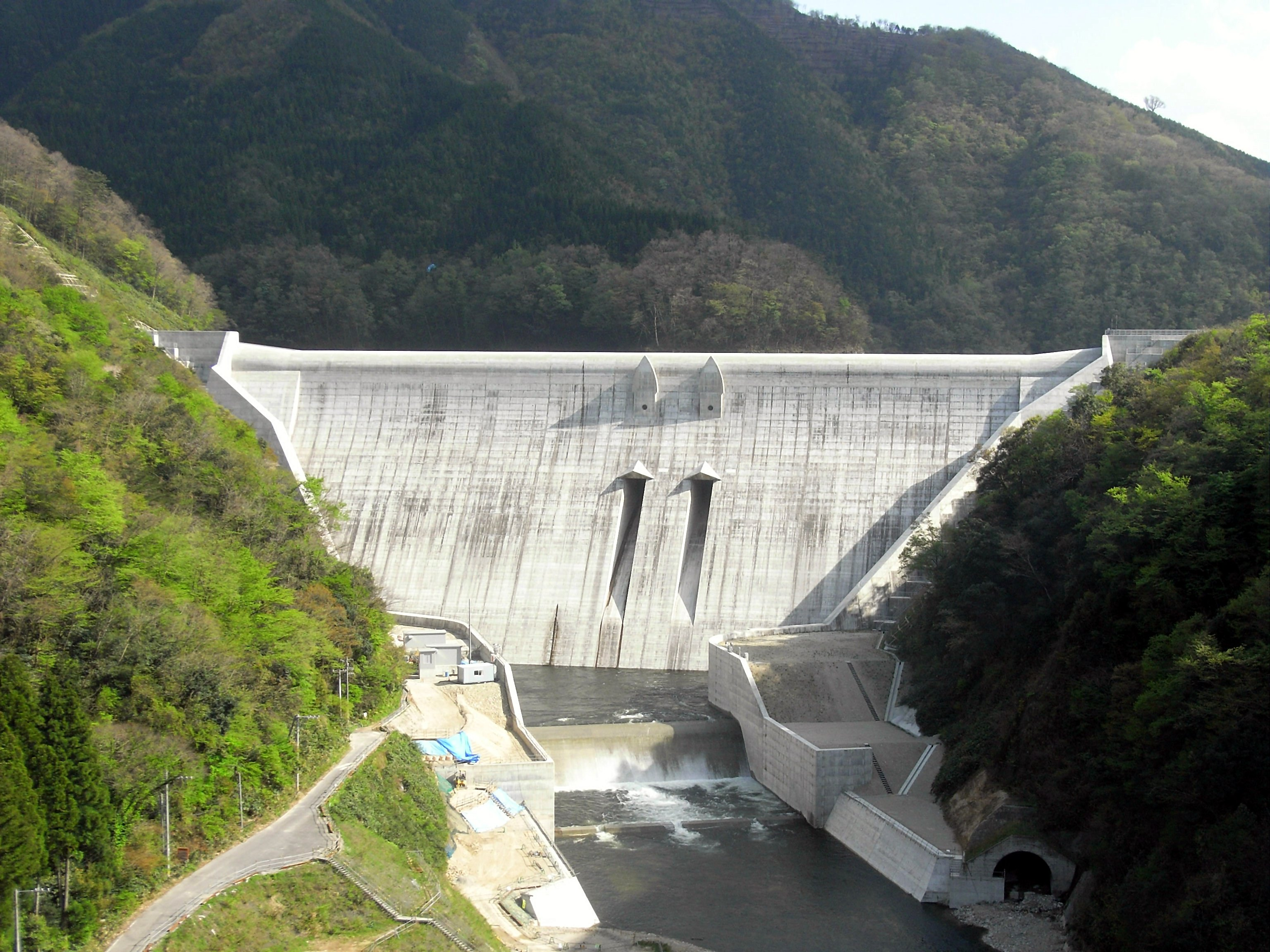
志津見ダム（神戸川）。尾原ダムと共に斐伊川水系の治水に重要な役割を持つ。

尾原ダムは1950年代に一旦計画が持ち上がった際より、大規模なダム計画であった。当時の計画ではA案とB案があり、両案とも型式は重力式コンクリートダムであるが高さと総貯水容量についてはA案では75メートル・4,610万立方メートル、B案では84メートル・7,320万立方メートルであり、現行計画はB案に近い内容となっている。完成すれば斐伊川水系最大のダムになるほか、島根県内では高さで施工中の第二浜田ダム（97.8メートル）に次いで第二位、総貯水容量では県下最大となる。この貯水池規模は出雲ドーム約127杯分に相当する。
ダムの目的は洪水調節、不特定利水、上水道供給の三つである。洪水調節ではダム地点を基準とした計画高水流量毎秒2,500立方メートルを毎秒900立方メートルに抑え、中流部に建設される斐伊川放水路と共に斐伊川の宍道湖への流入量を抑制することで、大橋川改修事業とあいまって宍道湖の増水を防ぐ。不特定利水では毎秒16立方メートルの流水量をダムからの河川維持放流によって確保することで、斐伊川の川枯れを防ぎ慣行水利権分の農業用水取水を維持するほか、斐伊川の河川生態系を保全する。そして唯一の利水目的である上水道供給については、県都・松江市のほか出雲市、雲南市北部の3市を対象に島根県企業局による水道事業として一日量で最大3万8,000立方メートルを供給。既設の県営ダムである布部ダム・山佐ダムと共に松江市の水がめになる。なお工業用水道供給と水力発電については志津見ダムの目的となっており、利水については両ダムが目的を分担している。ただし新規農地開発事業がないため灌漑目的は両ダム共に有していない。
尾原ダムは三つの目的を有するが、最重要目的はダム建設の契機にもなった治水であり、洪水期には総貯水容量のうちおよそ60パーセントを治水容量として活用する予定であり、治水対策に最も意を用いている。

## さくらおろち湖

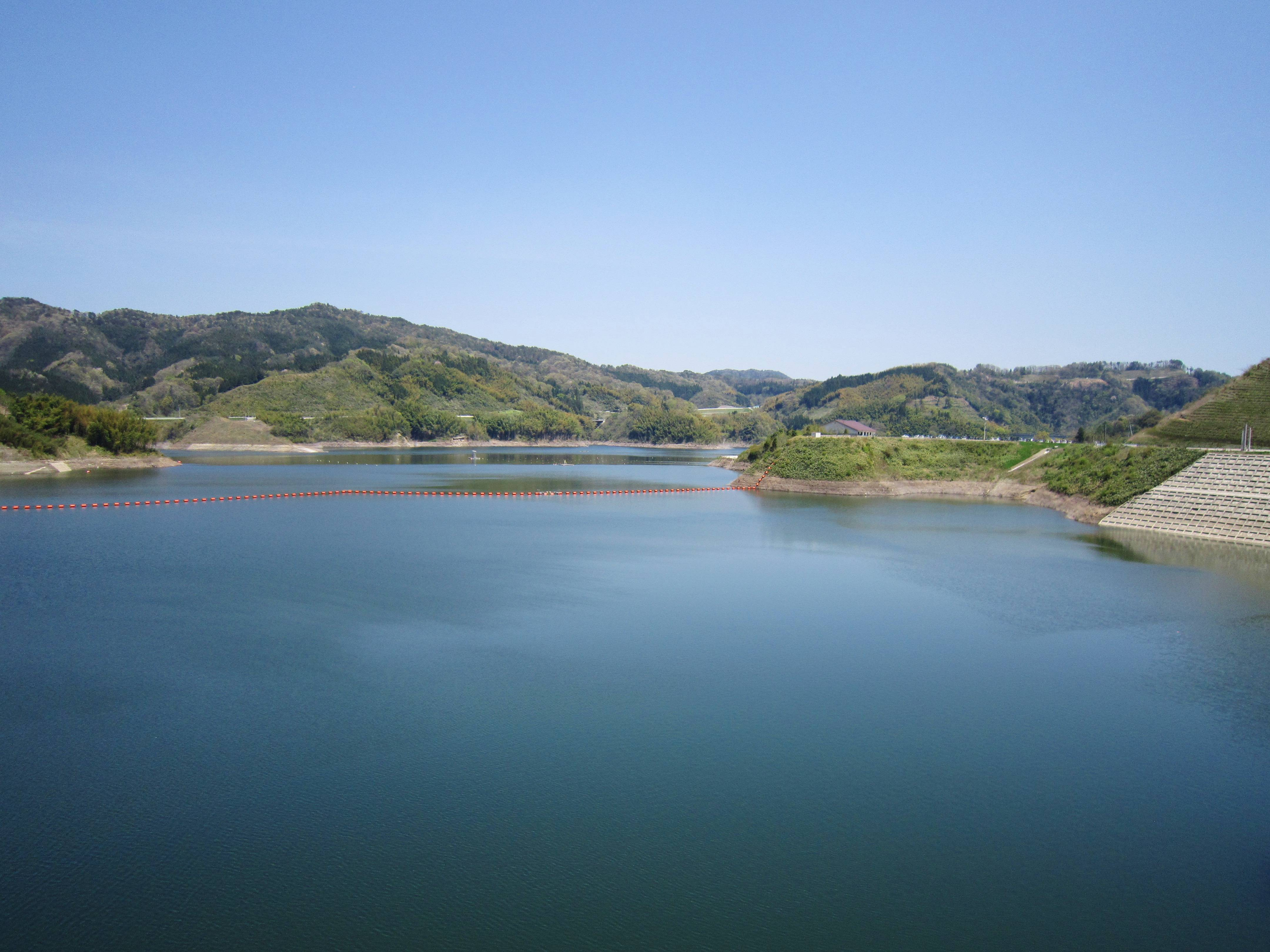
さくらおろち湖

尾原ダムは水源地域対策特別措置法の指定を受けたことで周辺地域活性化のための整備が行われることになったが、2005年（平成17年）3月に国土交通省より「地域に開かれたダム事業」の指定を受けたことで、ダムを積極的に地域に開放することで観光・レジャー拠点として有効活用する方向性が固まった。同事業では広島県の温井ダム（滝山川）や京都府の日吉ダム（桂川）、神奈川県の宮ヶ瀬ダム（中津川）なども指定されており、これらのダムでは国・県・地元が三位一体となった地域整備が行われたことで宮ヶ瀬ダムの約135万人を始め年間50万人以上の観光客を集める観光地に成長した。尾原ダムではダム本体内部を含めて積極的に開放するほか、北山ダム（嘉瀬川）や布目ダム（布目川）に見られるサイクリングコースを建設し、ロードレース大会も可能なコースを整備する。またダム湖についてはコースを整備してローイング競技（ボート競技）に利用、ダム周辺では展望台建設や地元特産品の販売所を設けるなど地元と共同で周辺整備を計画している。すでに地元を中心に尾原ダムの有効活用を検討するための協議会設置や、シンポジウムが開催されている。ダム湖については名称決定に向けて「志津見ダム湖・尾原ダム湖湖名選考委員会」が発足し、現在検討が行われているが尾原ダム湖については斐伊川上流部の住民が八岐大蛇伝説にちなみ「おろち」を湖名に入れることを推しているのに対し、下流住民が「おろち」は水害を連想するとして難色を示すなど意見の相違が見られた。最終的には八岐大蛇伝説と斐伊川を代表する花であるサクラを合わせ、「さくらおろち湖」という湖名で2010年9月正式に決定された。
一方、環境破壊の権化として環境保護団体やダム反対派から糾弾され易いダム事業であるが、尾原ダムについては工事現場緑化と水没地域・受益地域相互交流事業の一環として斐伊川流域の小学生による工事現場周辺の植樹事業・「どんぐりの森づくり活動」を半年に1回行っている。これはダム建設に伴い伐採された山肌に元から植生していたクヌギ・カシワ・ミズナラなどを植樹するという事業で、流域の179小学校・4,700名の小学生が植樹に参加している。

## アクセス
尾原ダムへは松江自動車道三刀屋木次インターチェンジを出て左折してから突き当りを右折し、国道54号に出て右折し、国道314号を奥出雲町方面に向かう。ダムに通じる国道314号は片側1車線の快走路であり、斐伊川を渡る平田大橋手前の交差点を左折して直進すればダム右岸の展望台へと至る。ここからダム工事現場の全景を見渡すことが可能である。平田大橋通過後の橋上からもダム全景を見ることが可能であるが、路肩に駐車スペースがないため注意。